# 145号線 (チェコ)
チェコ国鉄145号線、別名ソコロフ〜クラスリツェ線（チェコ語:Železniční trať Sokolov–Kraslice）は、チェコ国鉄の鉄道線の名称である。
1876年、ブシチェフラド鉄道の路線としてソコロフ～クラスリツェ郊外駅間が開業した。残りの区間は、1886年にかけて開業した。チェコとドイツの国境を越える路線である。

## 運行形態

### 普通
- (カルロヴィヴァリ - ) ソコロフ - クラスリツェ ( - メールトイアー/ツヴィッカウ)　　※GW Train Regio社による運行
1時間に1本の運行だが、午前中は1時間半に1本程度の運行となる。うち4.5往復に限り、メールトイアー、ツヴィッカウ方面に直通する。土曜・休日に限り、2往復が140号線に乗入れ、ソコロフ～カルロヴィ・ヴァリ下駅間を延長運転する。この列車は、北側もメールトイアー発着となる。
過去の運行形態
2015年以前は、ソコロフ - ツヴィッカウの直通列車が中心で、概ね1時間に1本の運行であった。
2015年末に、半数程度がクラスリツェ止まり、残り半数がメールトイアー直通となった。
2019年末に、午前中が1時間半に1本程度の本数に削減された他、メールトイアー方面への直通が一日3.5往復に削減された。
2021年末に、メールトイアー方面への直通が一日3往復に削減された。
2024年度より、メールトイアー方面への直通が一日3.5往復に増発された。
2025年度より、メールトイアー方面への直通が一日4.5往復に増発された。

- (カルロヴィヴァリ - ) クラスリツェ - クリンゲンタル - メールトイアー/ツヴィッカウ　　※レンダーバーン社による運行
1時間に1本の運行。クリンゲンタル以北はドイツ国鉄539号線に直通する。うち4.5往復に限り、ソコロフまで直通する。
過去の運行形態
2015年以前は、ソコロフ - ツヴィッカウの直通列車が中心であった。
2015年末に、半数程度がクラスリツェ止まり、残り半数がソコロフ直通となった。
2019年末に、ソコロフ方面への直通が一日3.5往復に削減された。
2021年末に、ソコロフ方面への直通が一日3往復に削減された。
2024年度より、ソコロフ方面への直通が一日3.5往復に増発された。また、2024年夏に限り運休していた。
2025年度より、ソコロフ方面への直通が一日4.5往復に増発された。

### 過去の運行種別
- 特急「リフリーク(R)」
土曜・休日のみ、カルロヴィヴァリ下駅 - ソコロフ - クリンゲンタル - ツヴィッカウ間に一日2往復運行していた。途中スヴァタヴァ、オロヴィー、ロタヴァ、クラスリツェに停車していた。
2017年末に運行を開始したが、2018年末に各駅停車となり、普通に統合された。

## 駅一覧
以下では、チェコ国鉄145号線の駅と営業キロ、停車列車、接続路線などを一覧表で示す。なお、全て各駅停車である。
- 種別
  - Os：普通
- 停車駅
  - ■印：全列車停車
  - ●印：一部通過
  - ○印：一部停車
  - ｜印：全列車通過

| 路線名 | 駅名                           | 駅間営業キロ | 累計営業キロ | Os | 接続路線                                         | 所在地               | 所在地           |
| ------ | ------------------------------ | ------------ | ------------ | -- | ------------------------------------------------ | -------------------- | ---------------- |
| 142    | ソコロフ駅                     | -            | 0.0          | ■  | 140号線（プラハ方面、ヘブ方面）                  | カルロヴィ・ヴァリ州 | ソコロフ郡       |
| 142    | スヴァタヴァ駅                 | 1.6          | 1.6          | ■  |                                                  | カルロヴィ・ヴァリ州 | ソコロフ郡       |
| 142    | スヴァタヴァ停留所             | 1.6          | 3.2          | ■  |                                                  | カルロヴィ・ヴァリ州 | ソコロフ郡       |
| 142    | ルフ・ナド・スヴァタヴォウ駅   | 3.2          | 6.4          | ■  |                                                  | カルロヴィ・ヴァリ州 | ソコロフ郡       |
| 142    | フルジェベニ駅                 | 1.4          | 7.8          | ■  |                                                  | カルロヴィ・ヴァリ州 | ソコロフ郡       |
| 142    | オロヴィー駅                   | 4.9          | 12.7         | ■  |                                                  | カルロヴィ・ヴァリ州 | ソコロフ郡       |
| 142    | ロタヴァ駅                     | 5.2          | 17.9         | ■  |                                                  | カルロヴィ・ヴァリ州 | ソコロフ郡       |
| 142    | クラスリツェ郊外駅             | 3.5          | 21.1         | ■  |                                                  | カルロヴィ・ヴァリ州 | ソコロフ郡       |
| 142    | クラスリツェ駅                 | 2.6          | 23.7         | ■  |                                                  | カルロヴィ・ヴァリ州 | ソコロフ郡       |
| 142    | クラスリツェ・ポド・ヴレケム駅 | 1.1          | 24.8         | ■  |                                                  | カルロヴィ・ヴァリ州 | ソコロフ郡       |
| 142    | クリンゲンタル駅               | 3.3          | 28.1         | ■  | ドイツ国鉄539号線（ツヴィッカウ/プラウエン方面） | ザクセン州           | フォクトラント郡 |